# Liste der Baudenkmäler in Attenkirchen

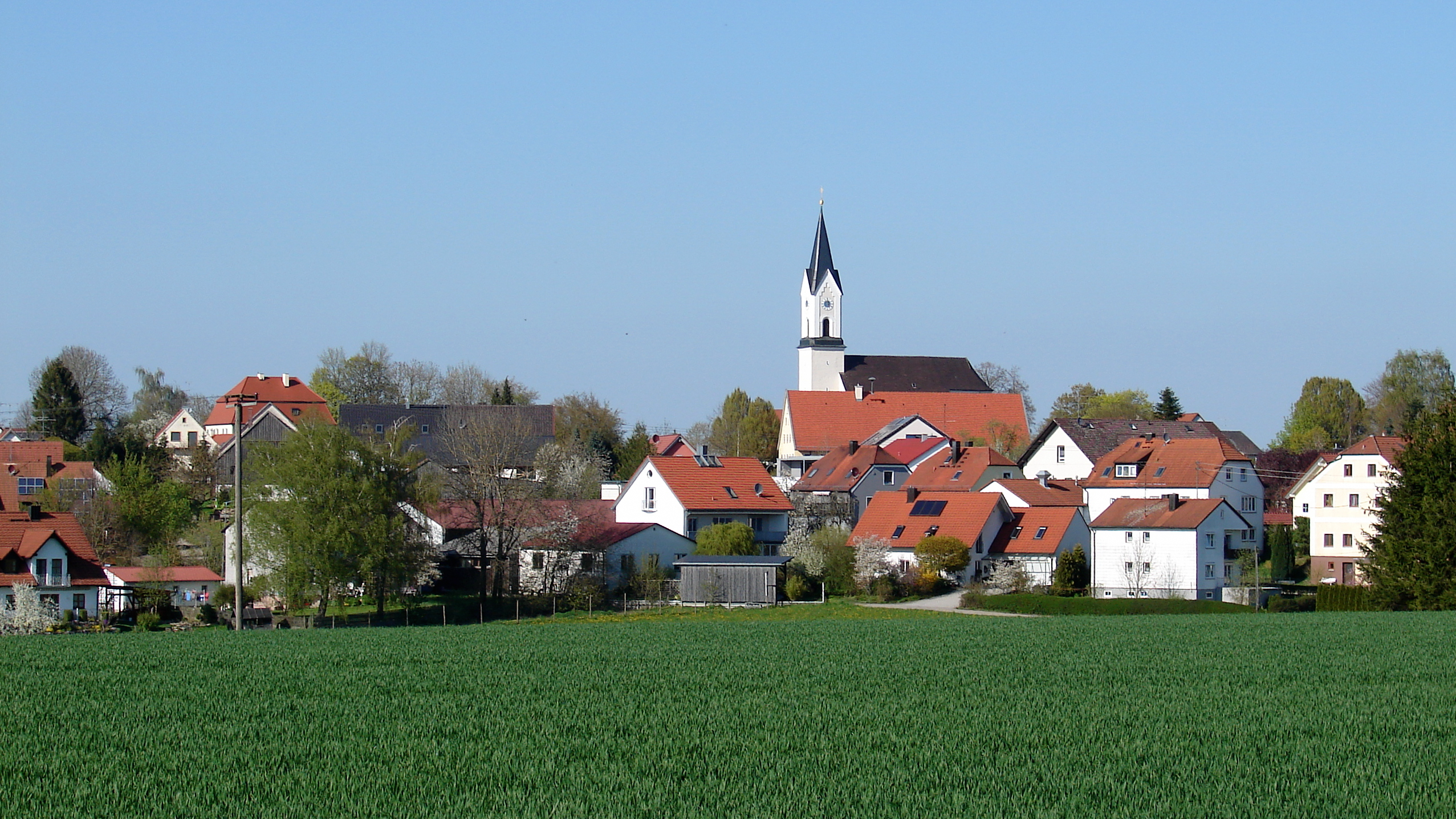
Blick auf Attenkirchen

Auf dieser Seite sind die Baudenkmäler in der oberbayerischen Gemeinde Attenkirchen zusammengestellt. Diese Tabelle ist eine Teilliste der Liste der Baudenkmäler in Bayern. Grundlage ist die Bayerische Denkmalliste, die auf Basis des Bayerischen Denkmalschutzgesetzes vom 1. Oktober 1973 erstmals erstellt wurde und seither durch das Bayerische Landesamt für Denkmalpflege geführt wird. Die folgenden Angaben ersetzen nicht die rechtsverbindliche Auskunft der Denkmalschutzbehörde.

## Baudenkmäler nach Ortsteilen

### Attenkirchen
| Lage                          | Objekt                                          | Beschreibung | Akten-Nr.    | Bild           |
| ----------------------------- | ----------------------------------------------- | --- | ------------ | -------------- |
| Hauptstraße 2 (Standort)      | Wohnhaus des ehemaligen Pfarrhofs               | Zweigeschossiger Putzbau mit Mansardwalmdach, 1762 | D-1-78-115-2 | weitere Bilder |
| Hauptstraße 3 (Standort)      | Katholische Pfarrkirche St. Johannes der Täufer | Barocker Saalbau mit eingezogener Apsis und angefügter zweigeschossiger Sakristei von 1763/8, Westturm von 1848; mit Ausstattung | D-1-78-115-1 | weitere Bilder |
| Hauptstraße 5, 5 a (Standort) | Ehemaliger Gasthof                              | Langgestreckter zweigeschossiger Satteldachbau mit Gred auf der Südseite, ehemals mit Halbwalmdach, 1762 erbaut, Verlängerung nach Osten 1859 Ehemaliger Rinderstall, Satteldachbau mit dreischiffiger, fünfjochiger Gewölbehalle und Heuboden-Überbau, 1865 | D-1-78-115-3 | weitere Bilder |

### Hettenkirchen
| Lage                        | Objekt                             | Beschreibung | Akten-Nr.    | Bild           |
| --------------------------- | ---------------------------------- | --- | ------------ | -------------- |
| In Hettenkirchen (Standort) | Katholische Filialkirche St. Peter | Im Kern spätmittelalterlicher Saalbau mit eingezogenem Polygonalchor aus der zweiten Hälfte 17. Jahrhundert und Zwiebelturm, im 17. Jahrhundert barock ausgebaut; mit Ausstattung | D-1-78-115-4 | weitere Bilder |

### Pfettrach
| Lage                       | Objekt                                | Beschreibung | Akten-Nr.    | Bild           |
| -------------------------- | ------------------------------------- | --- | ------------ | -------------- |
| Hofmarkstraße 3 (Standort) | Hausfigur                             | Heiliger Laurentius, 18. Jahrhundert                                                                                              | D-1-78-115-6 | weitere Bilder |
| Hofmarkstraße 7 (Standort) | Katholische Filialkirche St. Lantbert | Saalbau mit im Kern spätgotischem Polygonalchor, der 1684 erneuert wurde, und Langhaus sowie Westturm von 1866/7; mit Ausstattung | D-1-78-115-5 | weitere Bilder |

### Wimpasing
| Lage                | Objekt                                | Beschreibung | Akten-Nr.    | Bild           |
| ------------------- | ------------------------------------- | --- | ------------ | -------------- |
| Kirchweg (Standort) | Katholische Filialkirche Heilig Kreuz | Rechteckiger im Kern spätromanischer Saalbau mit Apsis, um 1280/1300, um 1500 und mehrfach im 19. Jahrhundert erneuert, Dachreiter 1867; mit Ausstattung | D-1-78-115-7 | weitere Bilder |